# 比肯
比肯是德国下萨克森州的一个市镇。总面积32.46平方公里，总人口2156人，其中男性1069人，女性1087人（2011年12月31日），人口密度66人/平方公里。